# Ne m'oublie pas (documentaire)
Pour les articles homonymes, voir Vergiss mein nicht et Ne m'oublie pas.
Ne m'oublie pas (Vergiss mein nicht) est film documentaire allemand de David Sieveking sorti en 2013, sur sa mère atteinte de la maladie d'Alzheimer.

## Synopsis
David Sieveking filme la progression de la maladie d'Alzheimer chez sa mère, Grete Sieveking. Il aide son père Malte à s'occuper d'elle et accompagne sa mère. En parallèle, il raconte l'histoire de la vie de Grete. Née Margarete Schaumann en 1937, étudiante à l'université de Hambourg, inspirée par Ulrike Meinhof, elle fut une militante féministe d'extrême gauche dans l'Allemagne des années 1960 et 1970, luttant pour le droit à l'avortement. Son fils raconte aussi les détails de sa vie privée, son mariage avec Malte Sieveking, militant de l'Union socialiste allemande des étudiants puis professeur d'informatique à l'université de Francfort, leur relation libre et leurs liaisons extraconjugales. 

## Fiche technique
- Titre original : Vergiss mein nicht
- Titre français : Ne m'oublie pas
- Réalisation : David Sieveking
- Scénario : David Sieveking
- Photographie : Adrian Stähli
- Montage : Catrin Vogt
- Musique : Jessica de Rooij
- Production : Lichtblick Media, Bayerischer Rundfunk, Arte
- Durée : 88 minutes
- Format : Couleur/Noir et blanc - 35 mm - 1,85:1 - son Dolby stéréo
- Dates de sortie : 
  - Allemagne : 31 janvier 2013
  - France : 25 septembre 2013

## Distinctions
- Festival international du film de Locarno 2012 : prix de la semaine de la critique[1]